# Calvaire de Rochefort-en-Terre
La Calvaire de Rochefort-en-Terre, qui date du XVIe siècle, est situé sur la place de l'église Notre-Dame-de-la-Tronchaye, dans le bourg de Rochefort-en-Terre dans le Morbihan.

## Historique
Le calvaire fait l’objet d’une inscription au titre des monuments historiques depuis le 3 novembre 1925.

## Architecture
Tout comme la base du calvaire, le fût de la croix monolithe est hexagonal.
Quatre motifs représentent Saint Jean-Baptiste, Saint-Paul, Saint-Jacques et Saint-Pierre.
Les sculptures de la partie haute de la croix décrivent la crucifixion et la descente de la croix.
Les scènes de la passion sont décrites par les sculptures de la base.

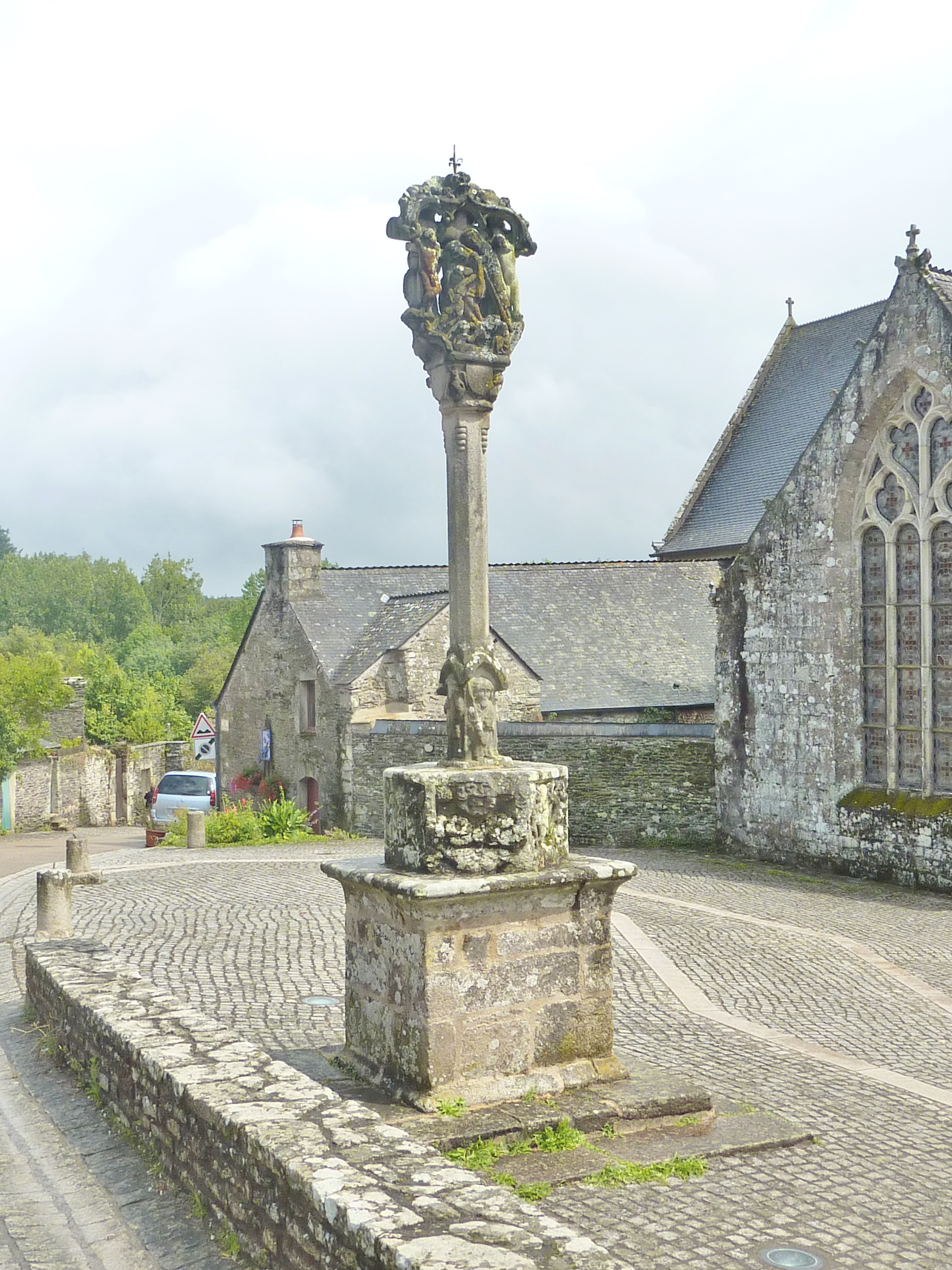
Le calvaire de Rochefort-en-Terre : vue d'ensemble.
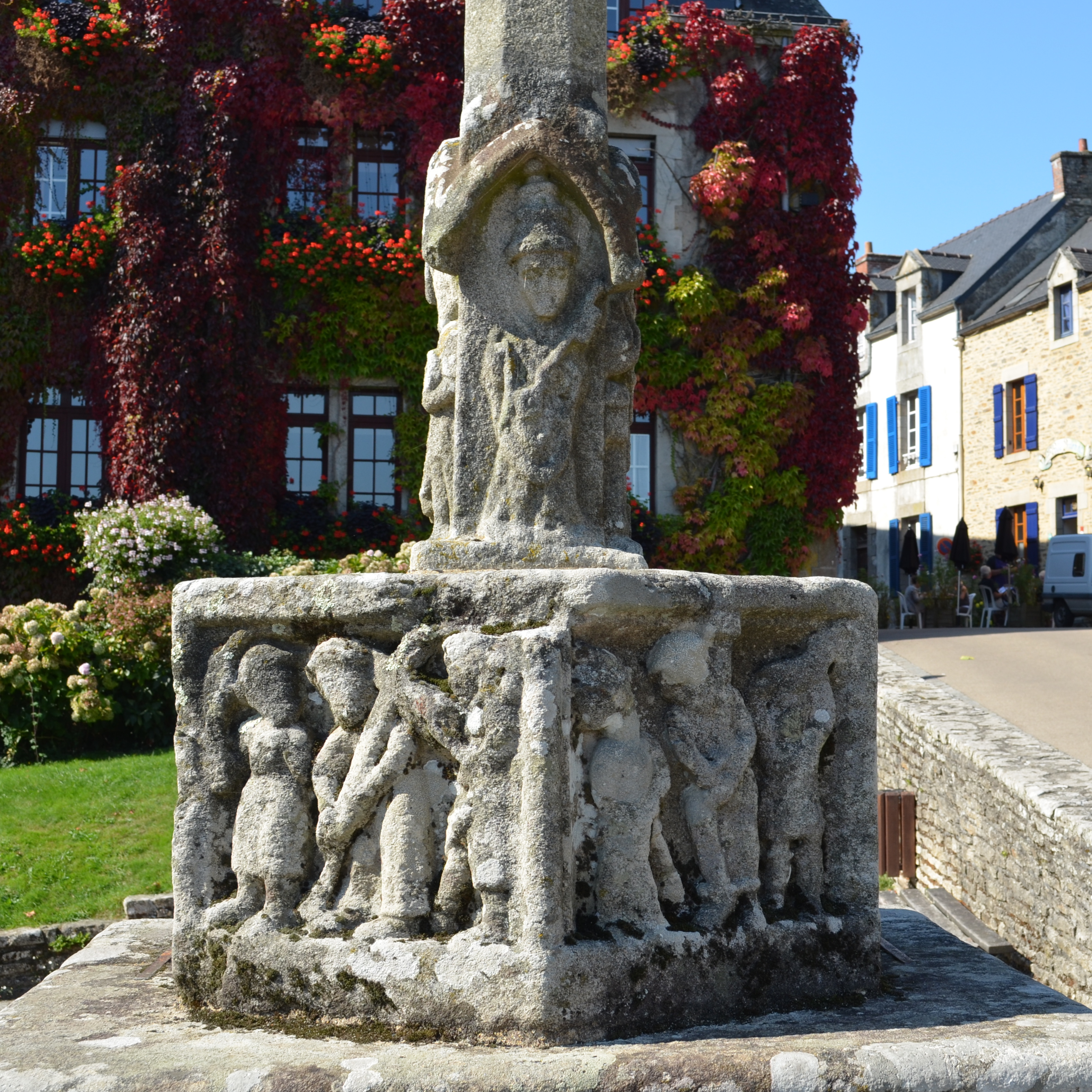
Détail de la base
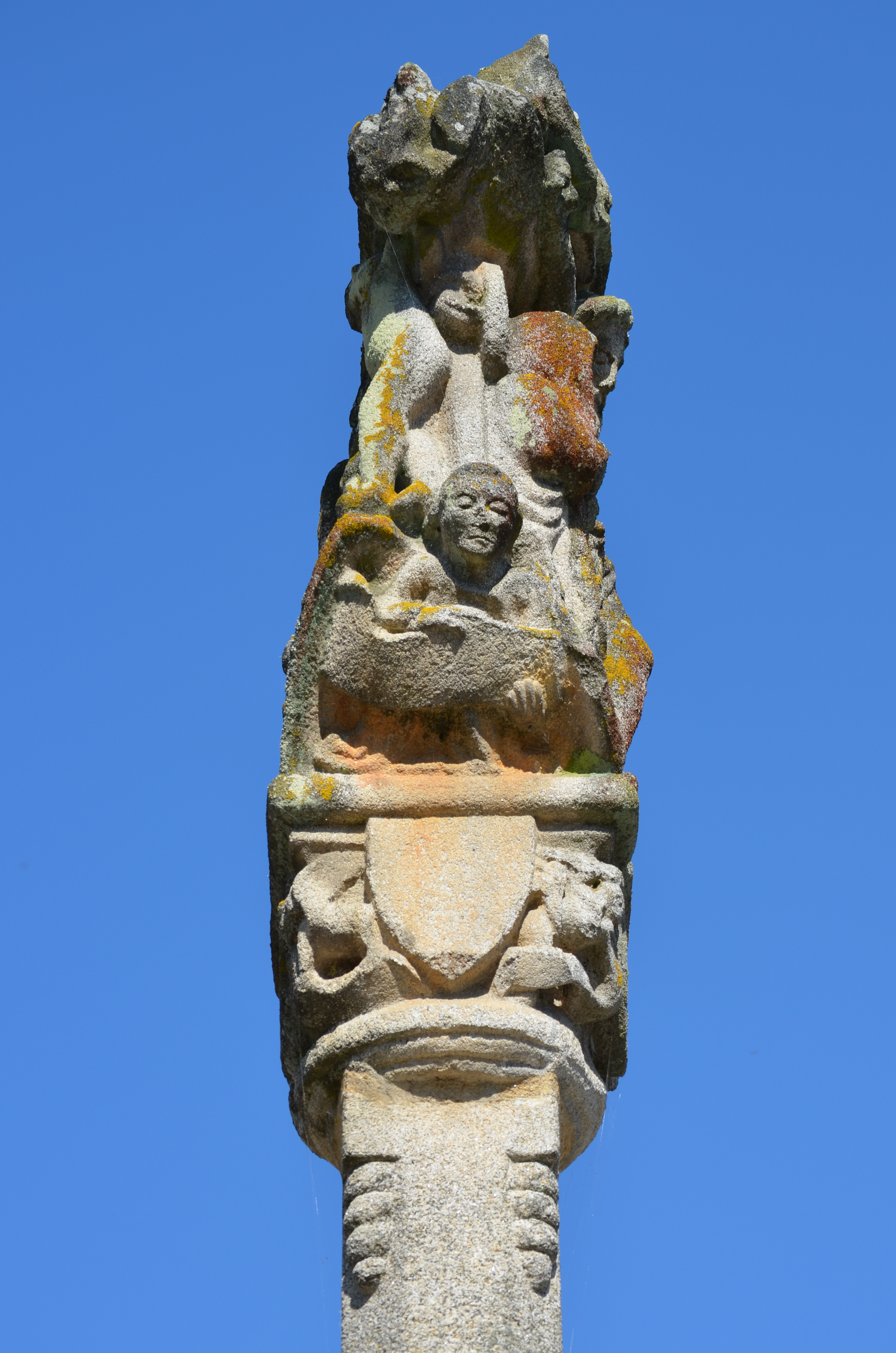
Détail de la croix
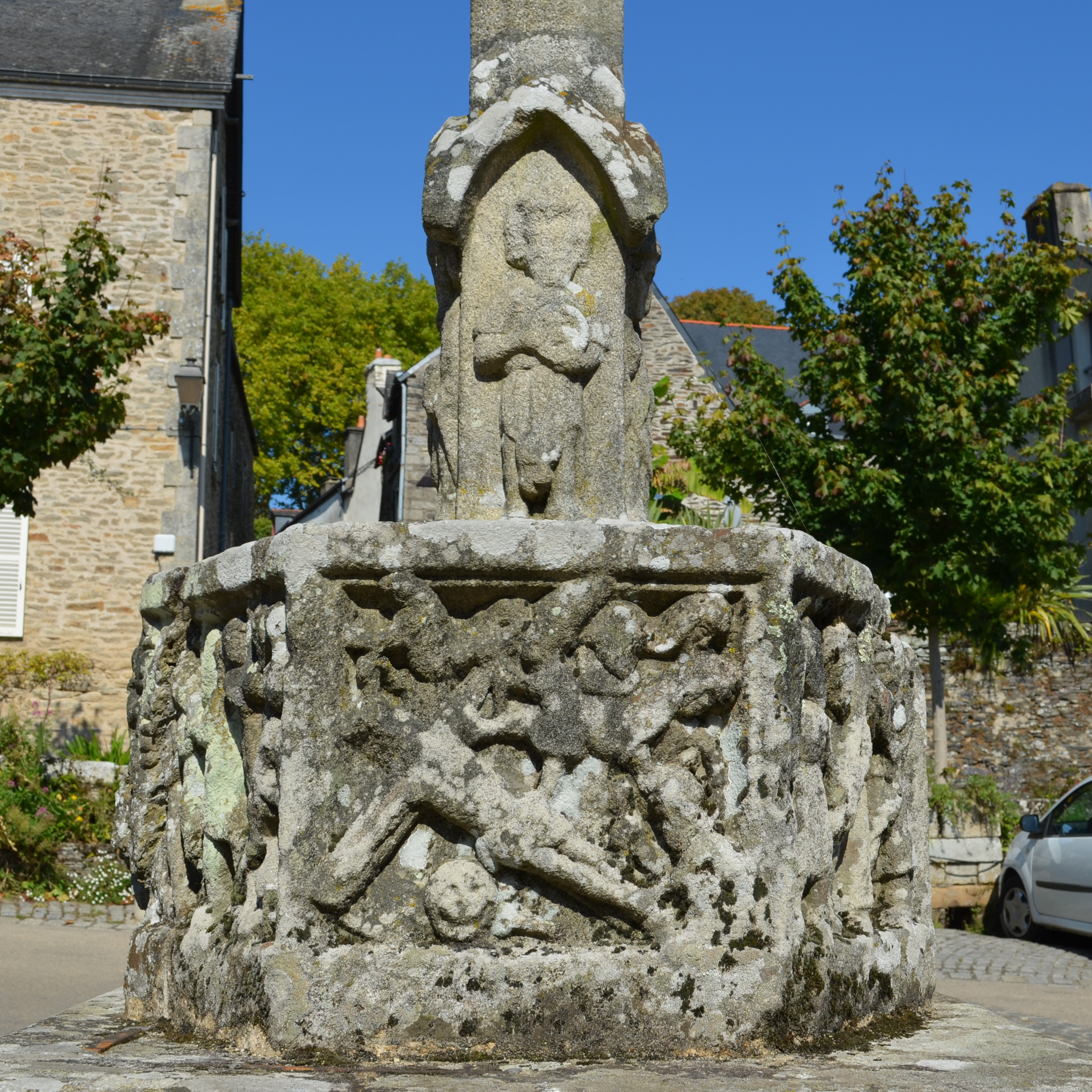
Détail de la base

## Dans les arts
Ce calvaire a été le sujet, principal ou secondaire, de deux toiles d'Alexandre Bloch et de Ferdinand du Puigaudeau.

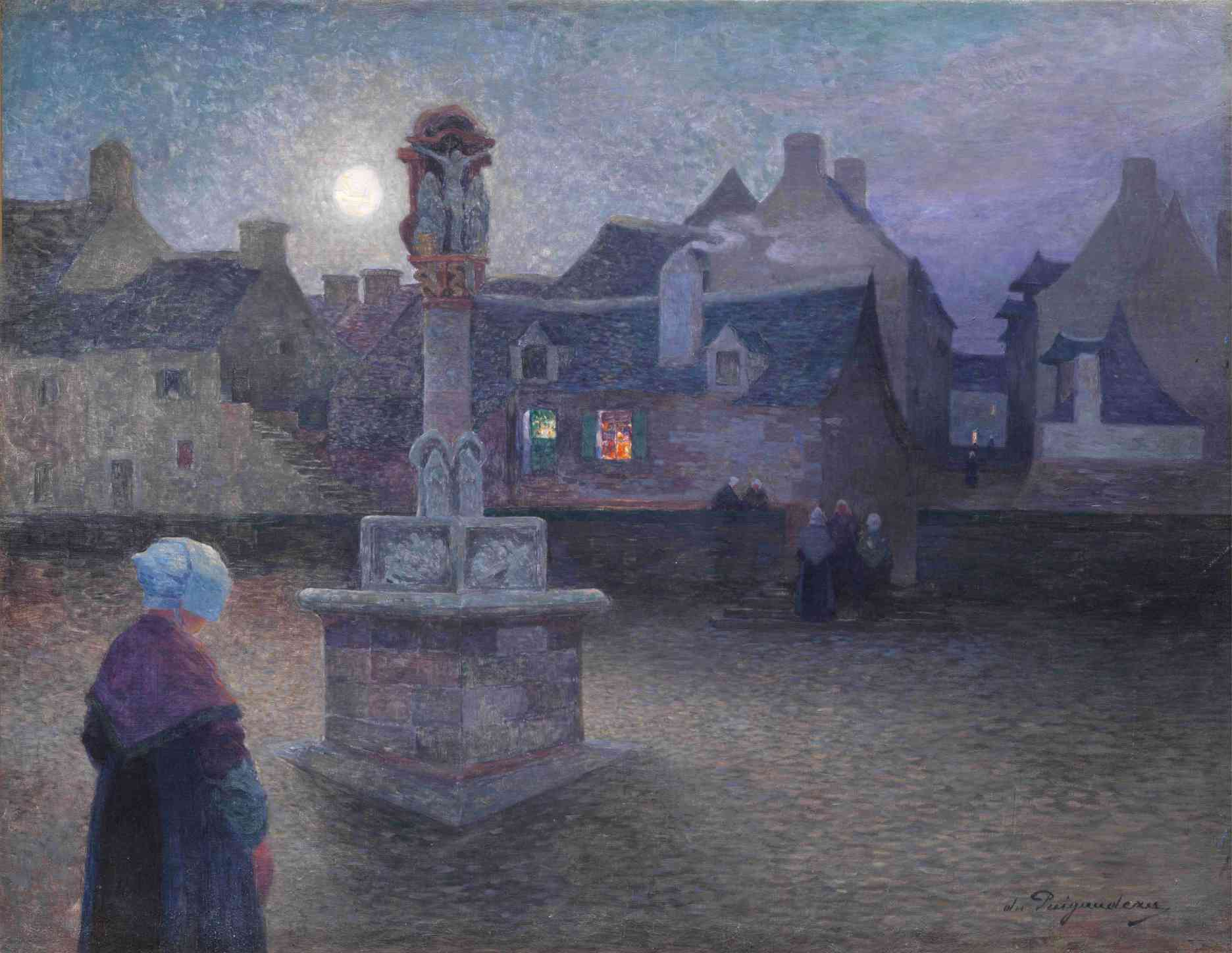
Ferdinand du Puigaudeau, Le Calvaire de Rochefort-en-Terre
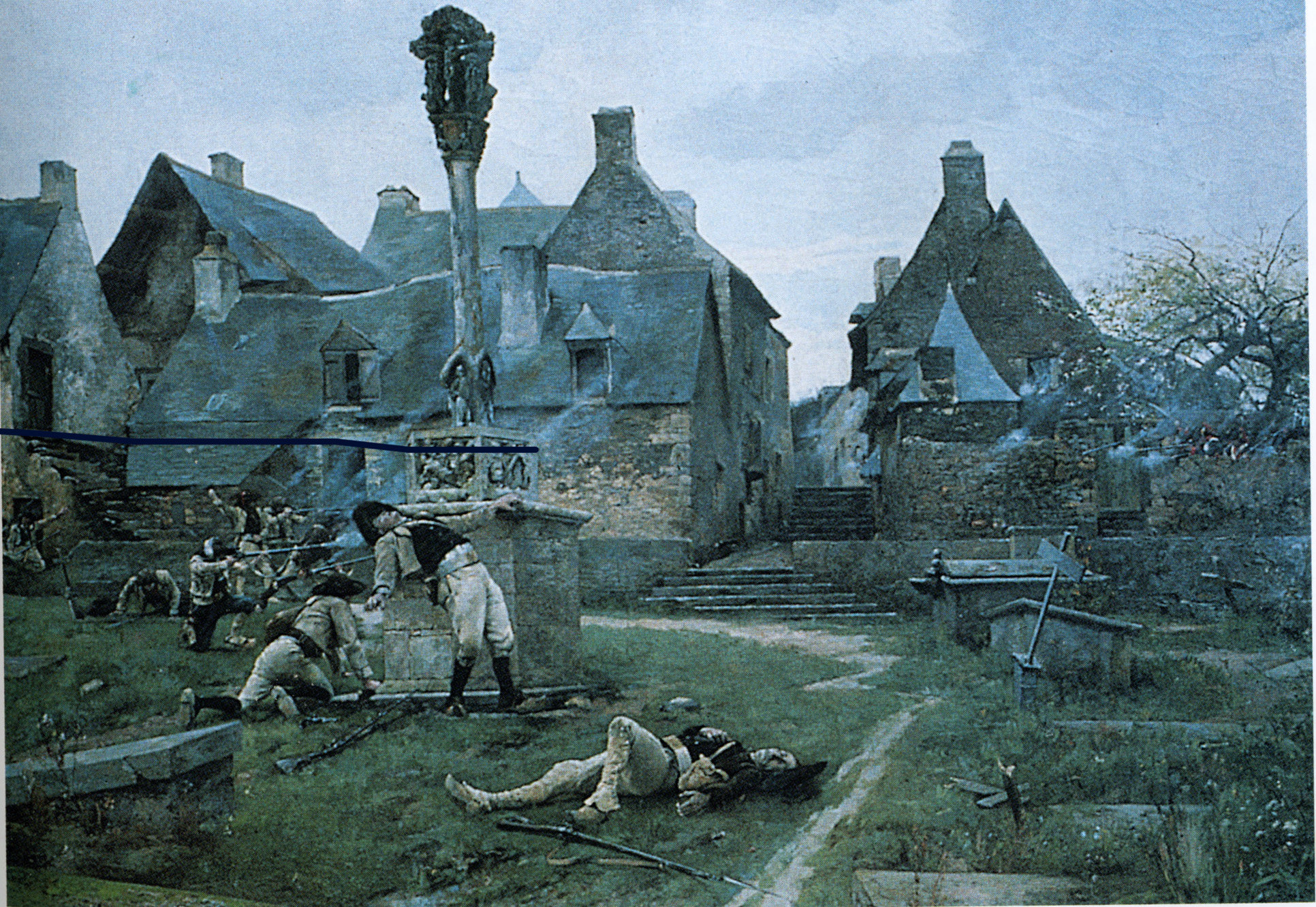
Alexandre Bloch, La Défense de Rochefort-en-Terre, 1885. Il dépeint un épisode de la Chouannerie : le deuxième combat de Rochefort-en-Terre le 26 mars 1793.